# Utal
Utal sp. z o.o. – polskie przedsiębiorstwo zajmujące się produkcją oraz dystrybucją tablic rejestracyjnych. Firma powstała w Polsce w 1991 roku, a jej pierwotnym założeniem była produkcja tablic na terenie kraju. Obecnie zamówienia na tablice rejestracyjne realizowane są dla ok. 80 krajów. Dodatkowo firma Utal, poza kompleksową działalnością związaną z tablicami rejestracyjnymi, ich zabezpieczeniem, ewidencją oraz delegalizacją, zajmuje się także produkcją ramek do tablic, a także produkcją oraz logistyką systemów informacji miejskiej.

## Siedziba
Firma Utal Sp. z o.o. mieści się w Gruszczynie, koło Poznania, gmina Swarzędz. Obecnie firma zatrudnia ponad 200 osób, są to programiści, technicy, handlowcy, inżynierowie, konstruktorzy oraz finansiści.

## Historia działalności
Dokładna data założenia firmy to 18.12.1991. Prezesem Zarządu jest Jacek Wojciechowski, urodzony w 1948 roku w Poznaniu, absolwent Politechniki Poznańskiej, mgr inż. automatyk. Utal powstał z inicjatywy firmy Erich Utsch AG (Niemcy), która do tej pory posiada największy pakiet udziałów w spółce – 49%.
Utal Sp. z o.o., pomimo że zarejestrowany został w 1991 roku, faktyczną działalność produkcyjną rozpoczął 12.05.1992 roku. W 1997 rozszerzono zakres działalności firmy o produkcję ramek do tablic rejestracyjnych. W 2000 roku wyprodukowano pierwszą, własną maszynę do produkcji tablic. W tym samym roku wprowadzono w Polsce tablice odblaskowe. W 2001 roku firma powołuje dział Badań i Rozwoju, którego celem jest nie tylko zarządzanie produkcją tablic, ale także opracowanie rozwiązań utrudniających ich fałszerstwo. W 2003 roku ponownie rozszerzono działalność firmy i zrealizowano I etap szeroko zakrojonego projektu Systemu Informacji Miejskiej. W 2007 roku do oferty firmy dodano automatyczną linię produkcyjną, przeznaczoną do produkcji tablic surowych, dwa lata później poszerzono działalność o produkcję automatycznej linii do zadruku ramek.
W 2013 roku sprzedano 6 000 000 tablic rejestracyjnych do 22 krajów świata. W 2014 roku tablice rejestracyjne polskiej produkcji są eksportowane do 43 krajów na świecie. W tym samym roku zostaje opracowana automatyczna linia produkcyjna do wytwarzania tablic gotowych. Wprowadzona w 2015 roku Prasa NFC Secure pozwala na dokładną kontrolę podczas procesu personalizacji tablic rejestracyjnych. Dzięki innowacjom technologicznym i automatyzacji linii produkcyjnej, w 2017 roku udaje się wyprodukować ponad 10 0000 000 tablic, które trafiają do ponad 50 krajów świata.

### Własny dział badawczo-rozwojowy
Utal posiada własny dział badawczy. Firma zatrudnia naukowców i działa we współpracy z najlepszymi uczelniami wyższymi. Własnej konstrukcji automatyczna linia produkcyjna pozwala uzbroić tablicę we wszystkie niezbędne zabezpieczenia, zgodnie ze standardami obowiązującymi w danym kraju.

## Produkty

### Tablice rejestracyjne
Sztandarowym produktem firmy Utal są spersonalizowane tablice rejestracyjne z bardzo zaawansowanym systemem zabezpieczeń. W prawie polskim standard tablicy rejestracyjnej wyznaczony jest przez Rozporządzenie Ministra Infrastruktury i Budownictwa oraz ustawę o prawie o ruchu drogowym z 20.06.1997 roku. Tablice wysyłane na tereny Niemiec muszą być zgodne z normą DIN 74069. Utal zajmuje się nie tylko produkcją tablic, ale także ich dystrybucją oraz utylizacją – transport i logistyka związana z wycofanymi z obiegu tablicami to duży obszar działań firmy.
W produkcji tablic rejestracyjnych największą wagę przykłada się do systemu zabezpieczeń, którego wymogi są różne w zależności od kraju. Firma Utal oferuje następujące rozwiązania zabezpieczające:
- Kolorowa grafika – nanosi się ją na folię odblaskową (system UV FULL COLOR)
- Znaki legalizacyjne – naklejane są na gotową tablicę podczas jej legalizacji w organie wydającym. W trakcie produkcji tablicy, hologram może być wytłoczony w technice Hot Stampingu.
- Folie HP – to folie termotransferowe, na których zapisana jest specjalnie dedykowana dla odbiorcy inskrypcja.
- Nalepki kontrolne – to naklejki holograficzne z numerem rejestracyjnym, które należy umieścić na wewnętrznej stronie przedniej szyby.
- Dwuznak laserowy – to znak laserowy – sprawia, że kod lub indywidualny symbol można zobaczyć pod pewnym kątem.
- RFID – to system, z wbudowaną bazą danych, pozwalający namierzyć fałszywe tablice rejestracyjne i usunąć je z obiegu.
- Numery seryjne – są wytłoczone na tablicy. Każda tablica posiada swój indywidualny numer seryjny.
- Kody paskowe – pod ich postacią mogą być zakodowane dowolne informacje, których potrzebuje zleceniobiorca.
- Nadruki UV – to znaki albo inskrypcje nadrukowane na tablicy w taki sposób, żeby można je było zobaczyć tylko w świetle UV.
- Suchy stempel – to znak, który zostawia specjalny, grawerowany stempel.
- Kod QR – zazwyczaj znajduje się na przedniej stronie tablicy i zawiera wszystkie niezbędne informacje na jej temat.
- Etykieta zabezpieczająca

### Maszyny produkcyjne
Utal produkuje poniższe typy urządzeń:
- Linia do produkcji tablic surowych – automatyczna linia pozwala na bezobsługową produkcję 80 tablic na minutę.
- Linia do produkcji tablic gotowych – która pozwala na tłoczenie oraz foliowanie tablicy surowej w zaledwie kilka sekund. W ciągu 1 godziny można w ten sposób spersonalizować 1000 tablic. Linia może połączyć się za pomocą Internetu z dowolną, zewnętrzną bazą danych, co znacznie przyspiesza realizację zlecenia.
- Prasa NFC – to narzędzie kontroli, które weryfikuje poprawność tłoczonych numerów rejestracyjnych.
- Pozostałe maszyny – foliarki, niszczarki, aplikatory hologramów, stacje tłoczące, pracy i inne akcesoria potrzebne przy produkcji tablic.

### Systemy rejestracji
Firma Utal oferuje kompleksowy system rejestracji, w skład którego wchodzą wszystkie potrzebne narzędzia – system informatyczny, baza danych, technologie odczytu, niezbędne urządzenia do pobierania, obróbki danych oraz produkcji dokumentów. System posiada także funkcję kontroli, która pozwala na wykrywanie oraz eliminację fałszywych tablic oraz numerów rejestracyjnych.

### Ramki do tablic rejestracyjnych
Utal zajmuje się produkcją ramek z nadrukiem lub bez, metalizowanych, wypukłych, z hydrografiką, jedno- lub dwurzędowych, standardowych – samochodowych lub motocyklowych i motorowerowych.

### System Informacji Miejskiej
Firma Utal wykonała miejskie tablice informacyjne dla takich miast jak: Poznań, Radom, Gdynia, Kozienice.

### Tablice energetyczne
Utal realizuje zamówienia na tablice energetyczne zgodnie z wytycznymi następujących firm: Enea, Innogy, Tauron, Energa oraz PGE.